# Two for the Road (альбом Кармен Макрей и Джорджа Ширинга)
Two for the Road — студийный альбом американской певицы Кармен Макрей и пианиста Джорджа Ширинга, выпущенный в 1980 году на лейбле Concord Records.

## Отзывы критиков
| Оценки критиков                     | Оценки критиков |
| Источник                            | Оценка          |
| ----------------------------------- | --------------- |
| AllMusic                            | [ 2 ]           |
| Encyclopedia of Popular Music       | [ 3 ]           |
| The Penguin Guide to Jazz           | [ 4 ]           |
| The Rolling Stone Jazz Record Guide | [ 5 ]           |

Кен Драйден из AllMusic в своей рецензии отмечает: «Существует слишком мало записей первоклассных джазовых исполнителей, поддерживаемых исключительно не менее талантливыми пианистами, поэтому эта единственная встреча Джорджа Ширинга и Кармен Макрей оказывается волшебной».

## Список композиций
1. «I Don’t Stand a Ghost of a Chance with You» (Бинг Кросби, Нед Вашингтон, Виктор Янг) — 3:41
2. «You’re All I Need» (Уолтер Юрман, Гас Кан, Бронислав Капер) — 3:15
3. «Gentleman Friend» (Арнольд Хорвитт, Ричард Льюни) — 4:11
4. «More Than You Know» (Эдвард Элиску, Билли Роуз, Винсент Юманс) — 4:33
5. «Cloudy Morning» (Марвин Фишер, Джозеф Маккарти) — 2:55
6. «Too Late Now» (Бертон Лэйн, Алан Джей Лернер) — 5:02
7. «If I Should Lose You» (Ральф Рейнджер, Лео Робин) — 2:16
8. «Ghost of Yesterday» (Артур Херцог, Айрин Китчингс) — 4:51
9. «What Is There to Say?» (Вернон Дюк, Йип Харбург) — 4:54
10. «Two for the Road» (Лесли Брикасс, Генри Манчини) — 3:29

## Участники записи
- Кармен Макрей — вокал
- Джордж Ширинг — фортепиано, вокал (трек 10)

## Чарты
| Чарт (1980)                     | Высшая позиция |
| ------------------------------- | -------------- |
| США (Billboard Top Jazz Albums) | 45             |